# 萨尔奇托
萨尔奇托（義大利語：Salcito），是意大利坎波巴索省的一个市镇。总面积28平方公里，人口701人，人口密度25.0人/平方公里（2009年）。ISTAT代码为070062。